# Ham-sur-Heure
Ham-sur-Heure est un gros village de l'Entre-Sambre-et-Meuse, en province de Hainaut (Belgique). Traversé par l'Eau d'Heure, un affluent de la Sambre, le village fait aujourd'hui administrativement partie de la commune d'Ham-sur-Heure-Nalinnes, en Région wallonne de Belgique. Avant 1977 et la fusion des communes, il était composé de deux ensembles principaux (Ham-sur-Heure, dit 'le Bourk', et Beignée) et de quelques autres hameaux.

## Géographie

### Hameaux, quartiers et lieux-dits

#### Hameaux
- Gîllemont.
- Tienne du Fire.
- Hublette.
- Claquedent.

#### Quartiers
- La Vaucelles.
- Le Hameau, il se situe à l'est de la localité où se trouve la gare.
- Él Bourg, c'est-à-dire le centre du village.
- Beignée, village sur les hauteurs de Ham-sur-Heure.
- Le Lorichau.

#### Lieux-dits
- Bia Trau.
- Le Baronbu.
- La Folie.
- Florintchamp.
- La Ganterie.
- L'Amérique.
- Le Parc.
- Le Sart.
- La Taille à Franes.

### Hydrographie
- L'Eau d'Heure.
- Ruisseau du Chêneau.
- Ruisseau du Bois communal.
- Etang du Vivier.

### Bois
- Bois communal
- Bois Fosset.
- Bois Jacques.

## Évolution démographique
- Sources : INS, Rem. : 1831 jusqu'en 1970 = recensements, 1976 = nombre d'habitants au 31 décembre.

### Gentilé
Les habitants d'Ham-sur-Heure sont les Hamois. Leur blason populaire est Bourquî.

## Histoire
Le village était possédé par l'abbaye de Lobbes au IXe siècle, mais a été perdu au profil de propriétaires laïcs. La localité faisait partie de la Principauté de Liège, dans le quartier de l'Entre-Sambre-et-Meuse. Ham-sur-Heure est cité pour la première fois en 868-869 dans le polyptyque de l'abbaye de Lobbes. Un château y est construit à la fin du XIe siècle. Par la suite, Ham-sur-Heure est intégrée à la Principauté de Liège et au diocèse de Liège jusqu'à la fin de l'Ancien Régime en 1789.  
En 1207, Arnould de Morialmé donne le fief de Ham-sur-Heure au chapitre de Fosse-la-Ville. Du XIIIe au XVe siècle, le village passe sous différentes mains au fil de mariages et héritages. En 1489, Richard de Mérode devient propriétaire du fief. Sa famille conservera le village jusqu'à la fin de l'ancien régime. En 1583, Ham-sur-Heure est incendié par les pillards brabançons en guerre contre la Principauté de Liège. 
Pendant la Première Guerre mondiale, des batailles s'organisent à l'est et à l'ouest de Ham-sur-Heure, les Allemands sont accueillis par l'artillerie Française. À la fin de la Grande guerre, les Australiens libèrent le village de l'occupation allemande. 
En 1977, date de la fusion des communes, Ham-sur-Heure fut fusionné avec les autres localités pour former Ham-sur-Heure-Nalinnes.

## Liste des bourgmestres (avant fusion)
- 1846-1875 : Adrien Feron, bourgmestre (catholique) et médecin.
- 1882-1891 : Louis Lecomte, bourgmestre (libéral) et médecin.
- 1892-1904 : Olmar Goffin, bourgmestre (libéral).
- 1909-1910 : Abel Dubray bourgmestre et médecin.
- 1910-1911 : M. Goffin, bourgmestre libéral.
- 19??-19?? : Joseph Horemans.
- 1921-1933 : Lucien Pourbaix.
- 1933-1938 : Auguste De Ponthière.
- 1939-1940 : Jules De Bie.
- 1942-1944 : Abel Gauthier.
- 1944-1946 : Jules De Bie.
- 1959-1960 : Robert Rodelet.
- 1971-1976 : Jules Lejeune, (intérêts communaux).

## Patrimoine et culture

### Patrimoine architectural

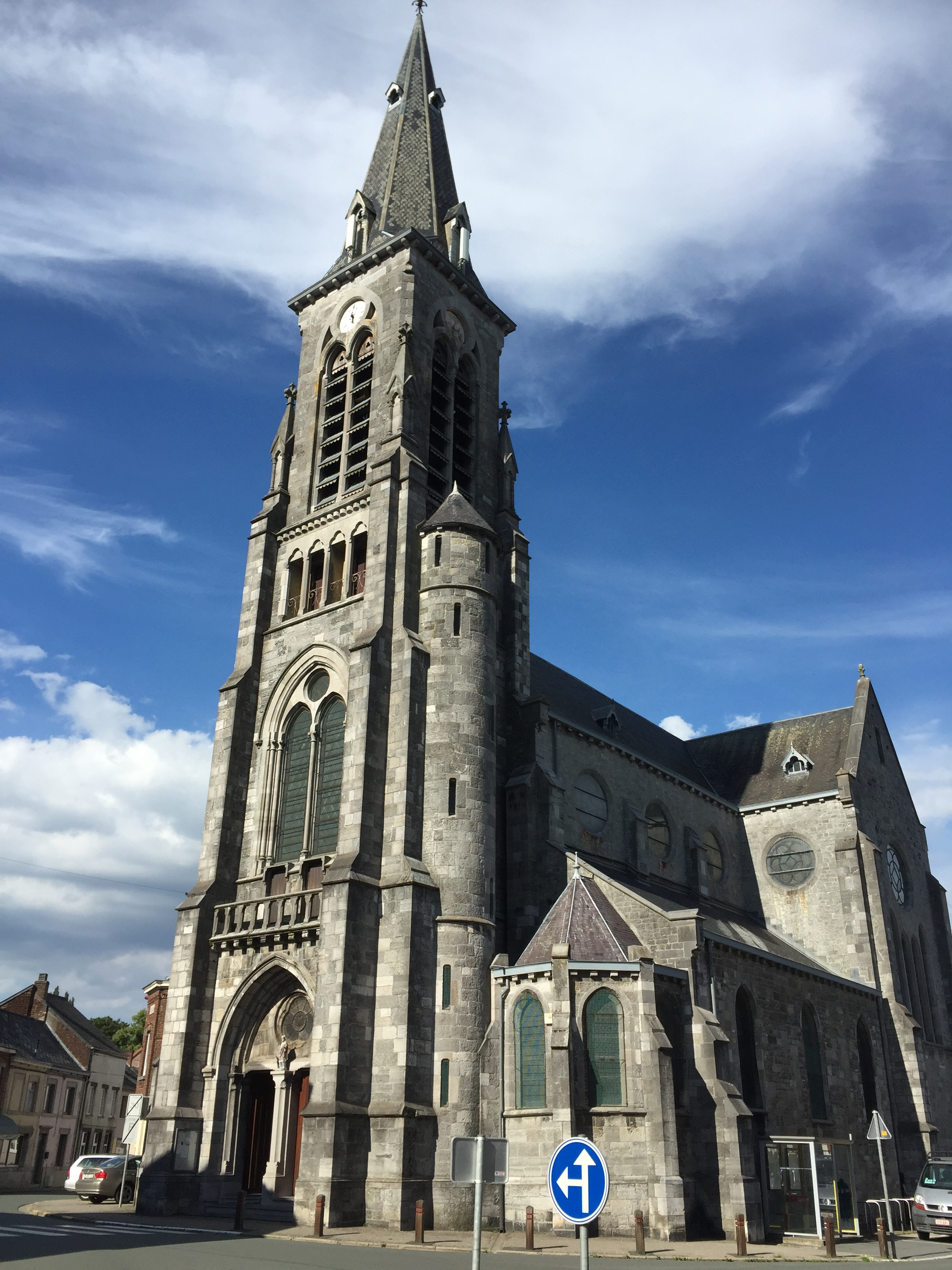
L'église Saint-Martin.

- Le Château d'Ham-sur-Heure, transformé aux XVe, XVIe, XVIIIe et XIXe siècles, a appartenu de 1487 à 1941 à la famille de Mérode. Il passa ensuite par héritage aux Oultremont, qui le vendirent en 1952 à la commune d'Ham-sur-Heure, où il devint la maison communale[4], avant de devenir celle de l'entité d'Ham-sur-Heure-Nalinnes.
- L'église Saint-Martin, édifice néo-gothique, a été construite entre 1876 et 1881 selon les plans de l'architecte Jos Schadde[5]. À l'intérieur, on peut admirer un magnifique ensemble de peintures, une grotte, un retable de la Vierge-Marie classé par la Région wallonne, ainsi que bien d'autres trésors. L'église abrite également un orgue d'Émile Kerkhoff datant de 1906, doté de 13 jeux répartis sur deux claviers et un pédalier. Elle possède aussi un remarquable ensemble de quatre cloches. L'église a été entièrement restaurée, tant à l'intérieur qu'à l'extérieur, entre 1989 et 1994[6]. À la suite d'un incendie, heureusement très limité, l'église a été partiellement nettoyée à la fin de l'année 2014.
- La chapelle Saint-Roch, ancien sanctuaire de la maison des Récollets, construit en 1638[7].
- Le château de Hameau, construit dans la première moitié du XIXe siècle dans un style néo-classique[8]. Devenu en 1964 une maison de repos dénommé "Le Castel".
- L'ancienne maison communale, construite en 1867 dans le style Louis XIII[9] et le monument aux morts pour la patrie.
- L'église Saint-Louis de Beignée, un hameau de Ham-sur-Heure, a été construite en 1903 dans un style néo-gothique[10] grâce aux dons versés en l'honneur du Bienheureux Richard, Lambert Trouvez, né en 1585, devint Franciscain sous le nom de Richard de Sainte-Anne. Son destin le conduisit jusqu'au Japon[11]. C'est à Nagasaki qu'il est mort, brûlé en martyr en 1622. Il a été béatifié le 7 juillet 1867[11].

### Culture

#### Folklore

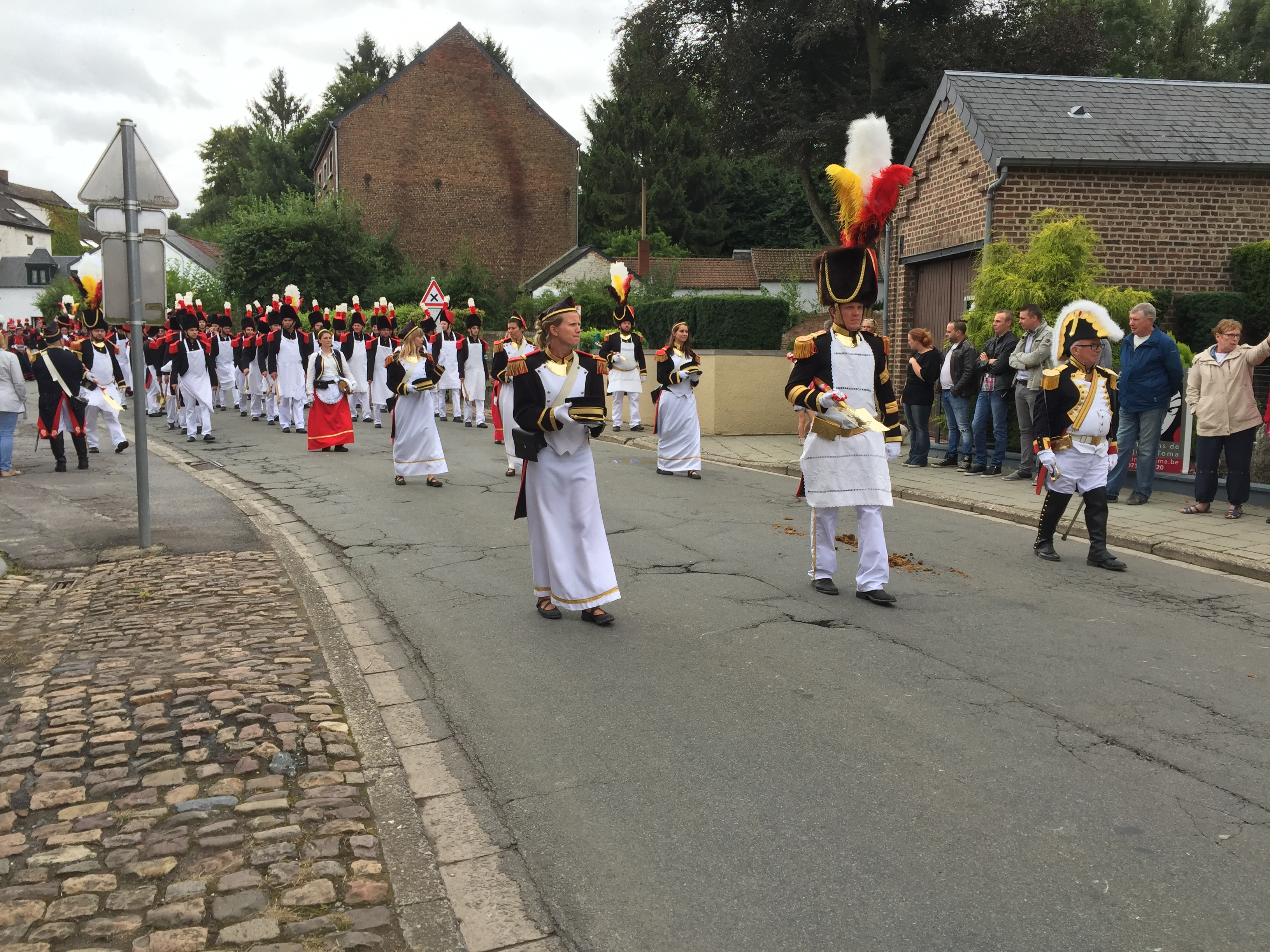
La marche Saint-Roch.

Le dimanche qui suit le 15 août a lieu la procession et marche militaire Saint-Roch, remontant, tout comme la chapelle dédiée au saint, à 1638. Elle fait partie des Marches de l'Entre-Sambre-et-Meuse et est reconnue au titre de Patrimoine immatériel de l'Unesco. Cette marche possède un « Règlement de la Marche Saint-Roch », en 16 articles, datant du 29 septembre 1890. C'est le plus ancien règlement, écrit et aussi complet, connu parmi toutes les Marches de l'Entre-Sambre-et-Meuse, (héritage de Odilon Haye, Président de la Marche, en 1890[réf. nécessaire]. L'original de ce document se trouve chez P.M.[Qui ?]à Walcourt).

#### Hymne villageois
La fierté des « Bourkîs » s'exprime souvent, lors des fêtes locales, en chantant l'hymne du village « I n'y a qu'in Bourg, yèt qu'in Paris », un chant en wallon de la région de Charleroi, vantant la bonté des gens du village « toujours joyeux, toujours contents ».

## Enseignement
Ham-sur-Heure dispose des écoles suivantes :
- École communale d'Ham-sur-Heure, rue Saint-Roch,
- École communale de Beignée, rue de Jamioulx,
- École libre de Beignée.

## Galerie

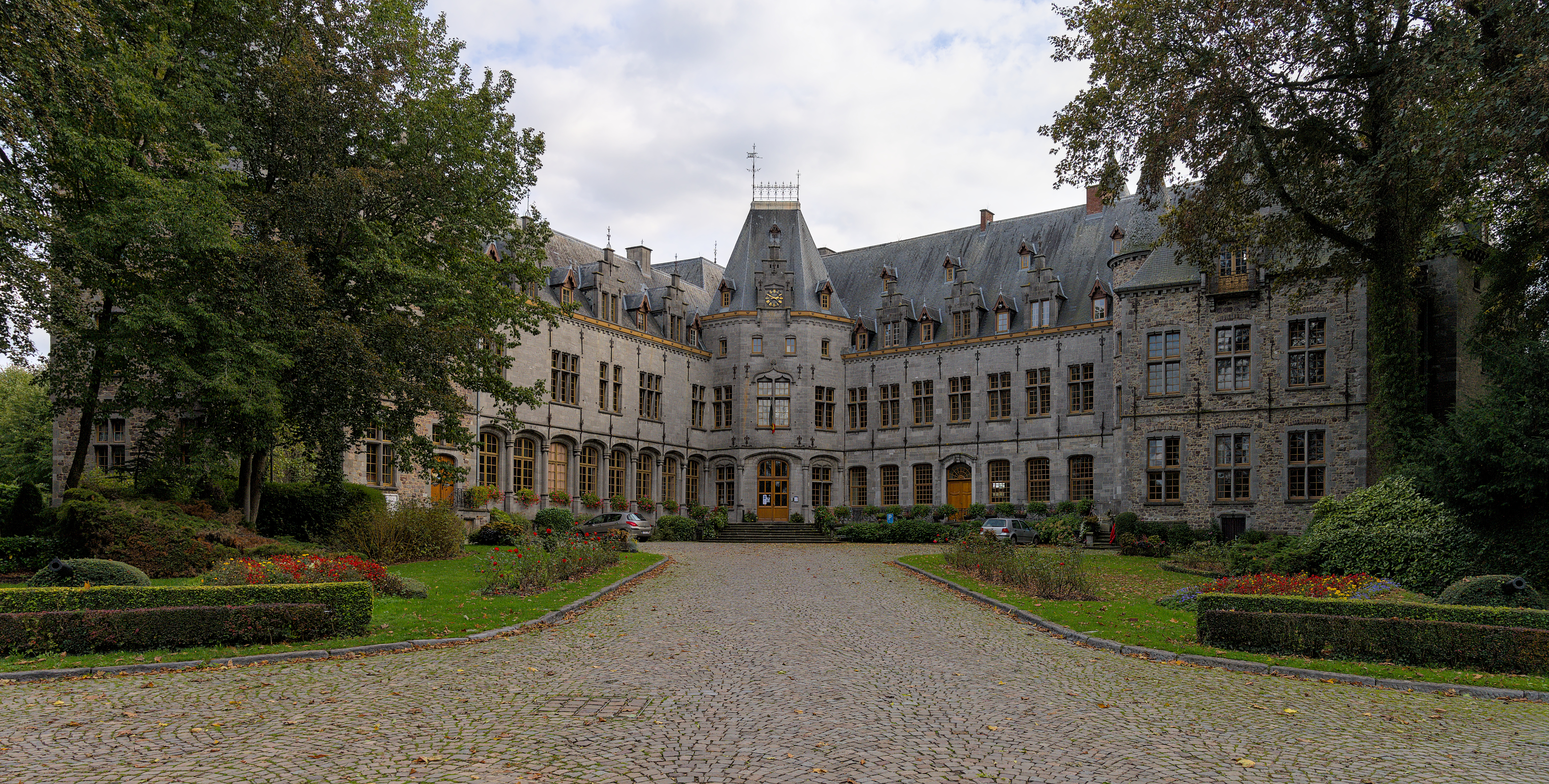
Le château.
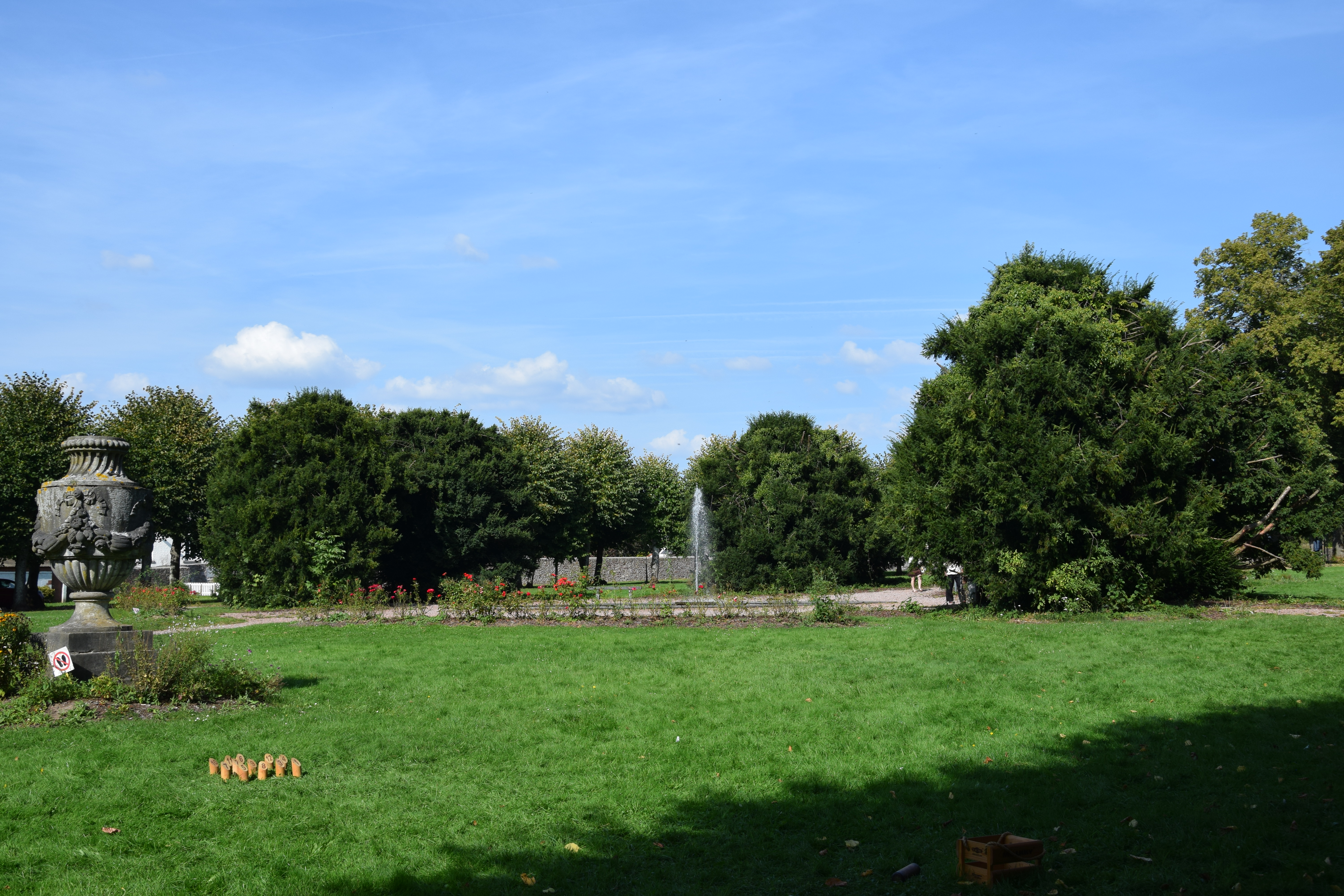
Le parc du château.
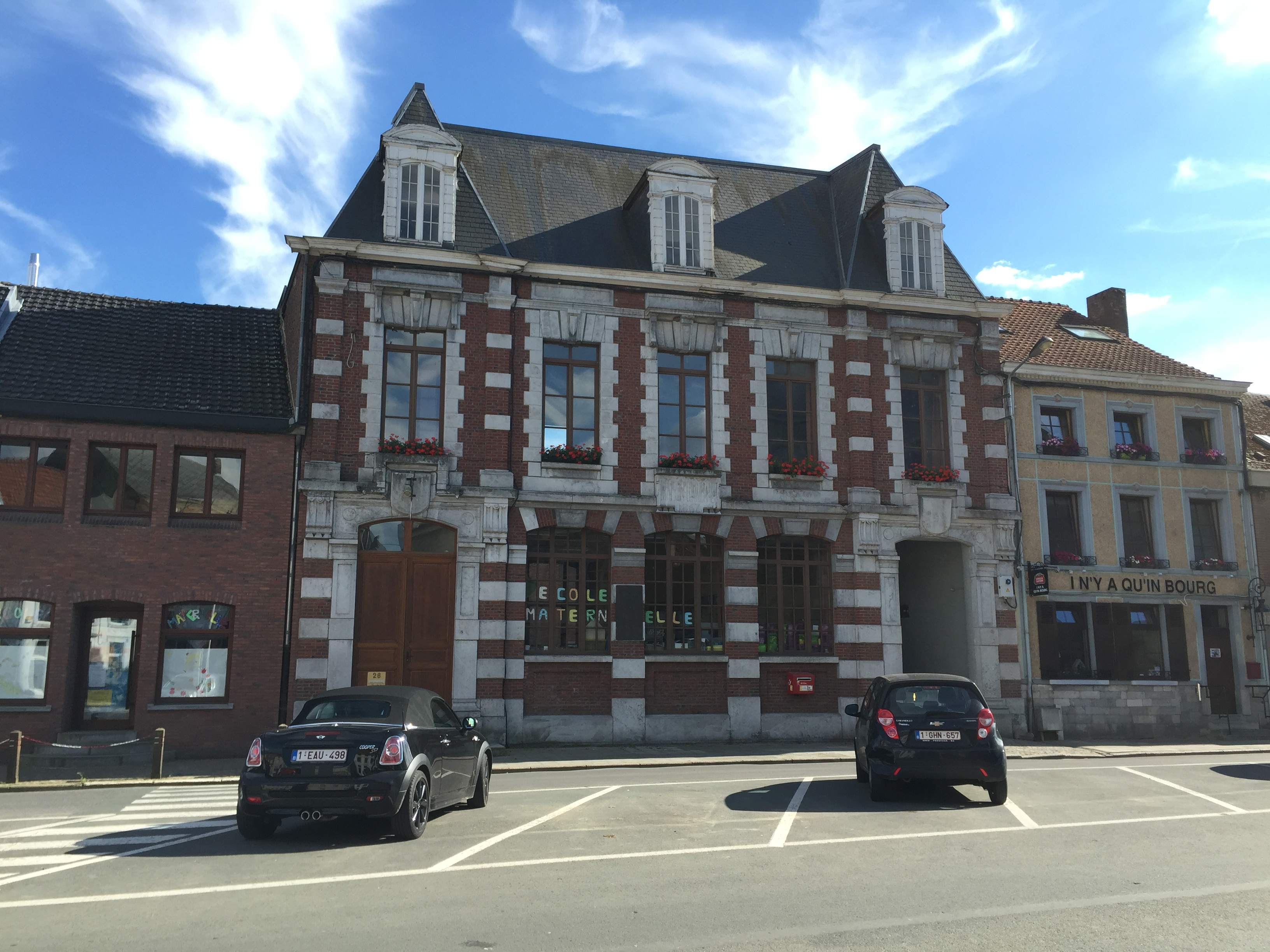
L'ancienne maison communale.
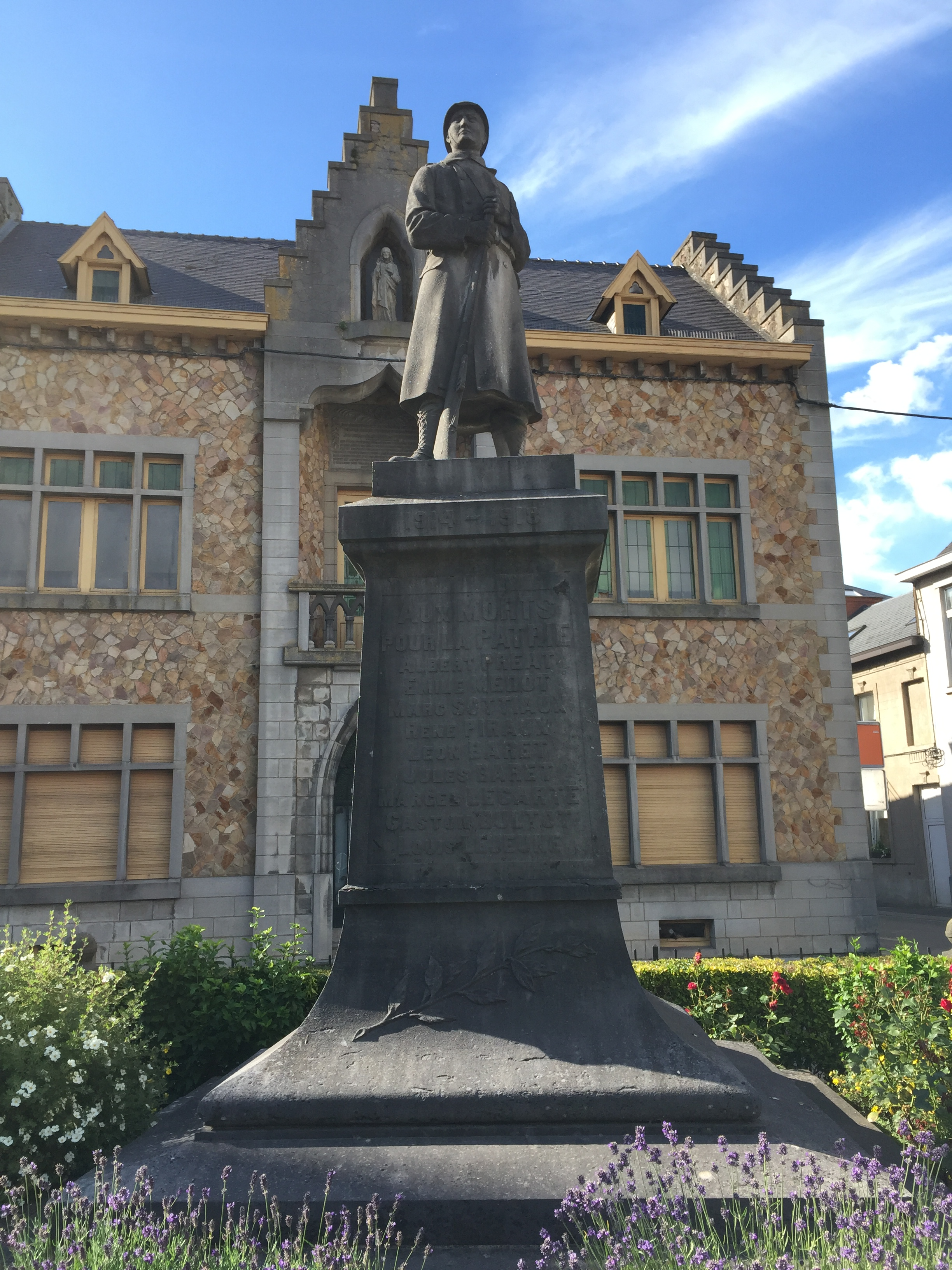
Le monument aux morts.
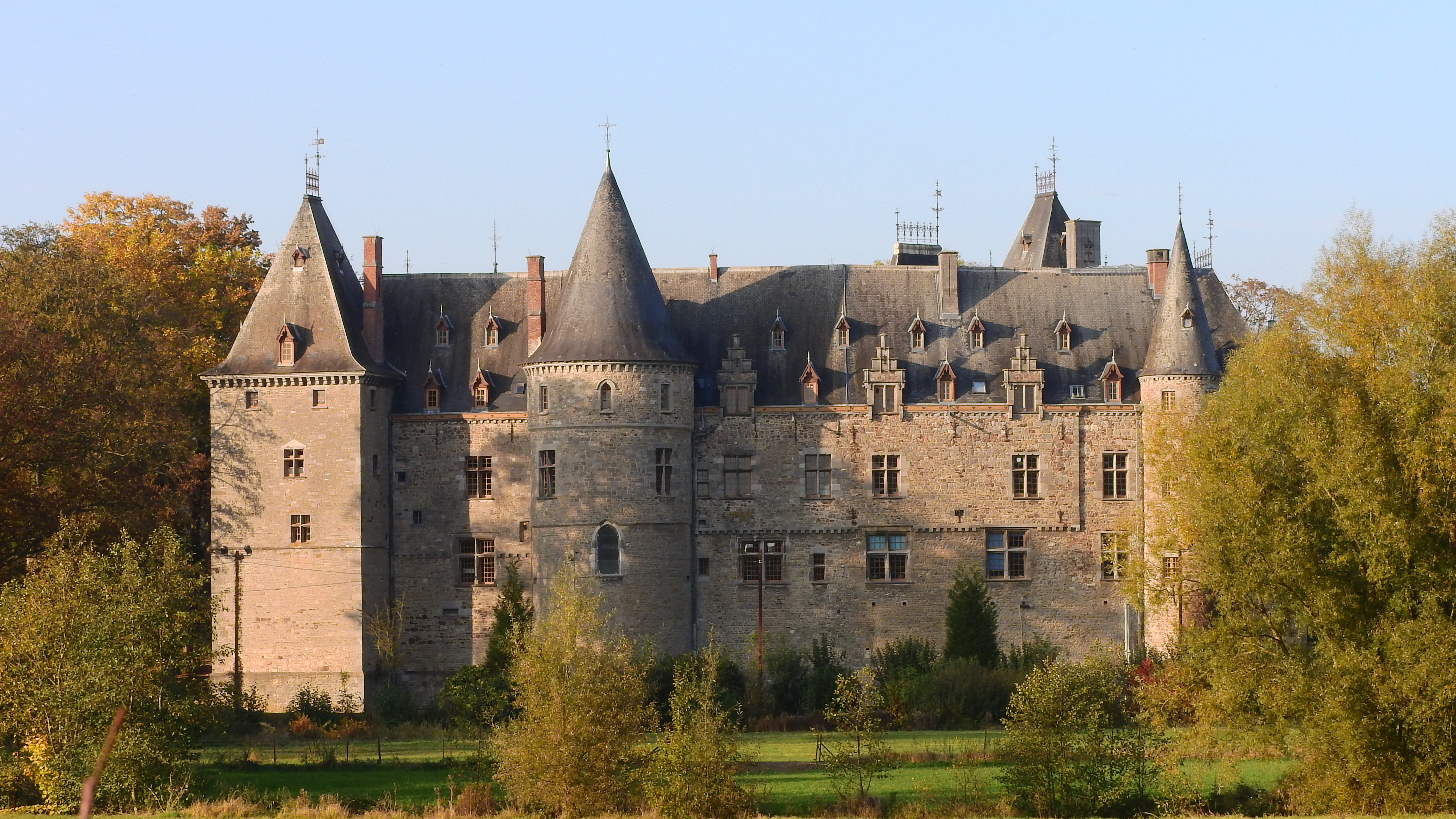
Le château au coucher du soleil.
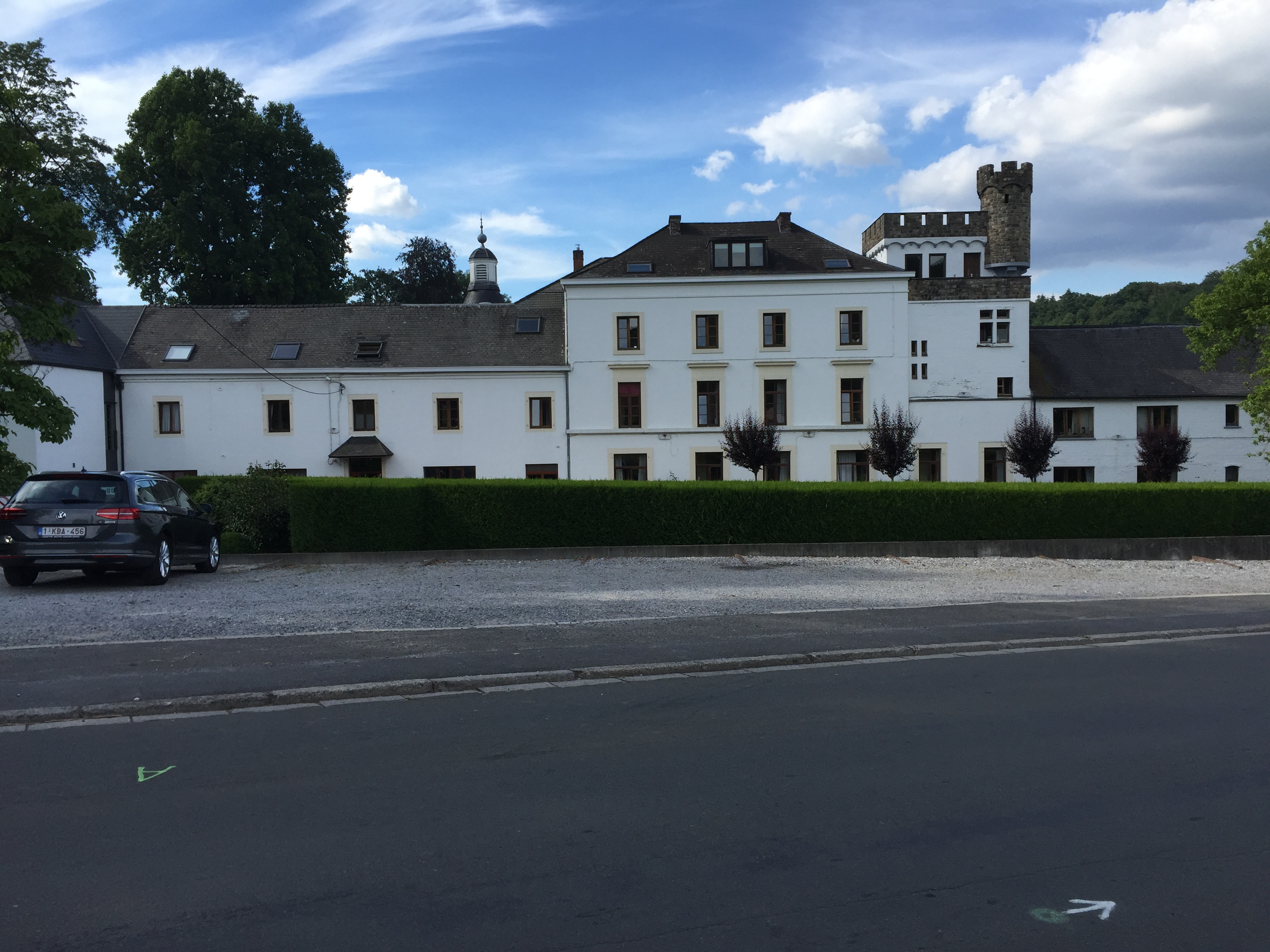
Le château d'Hameau, aujourd'hui la maison de repos « Le Castel ».
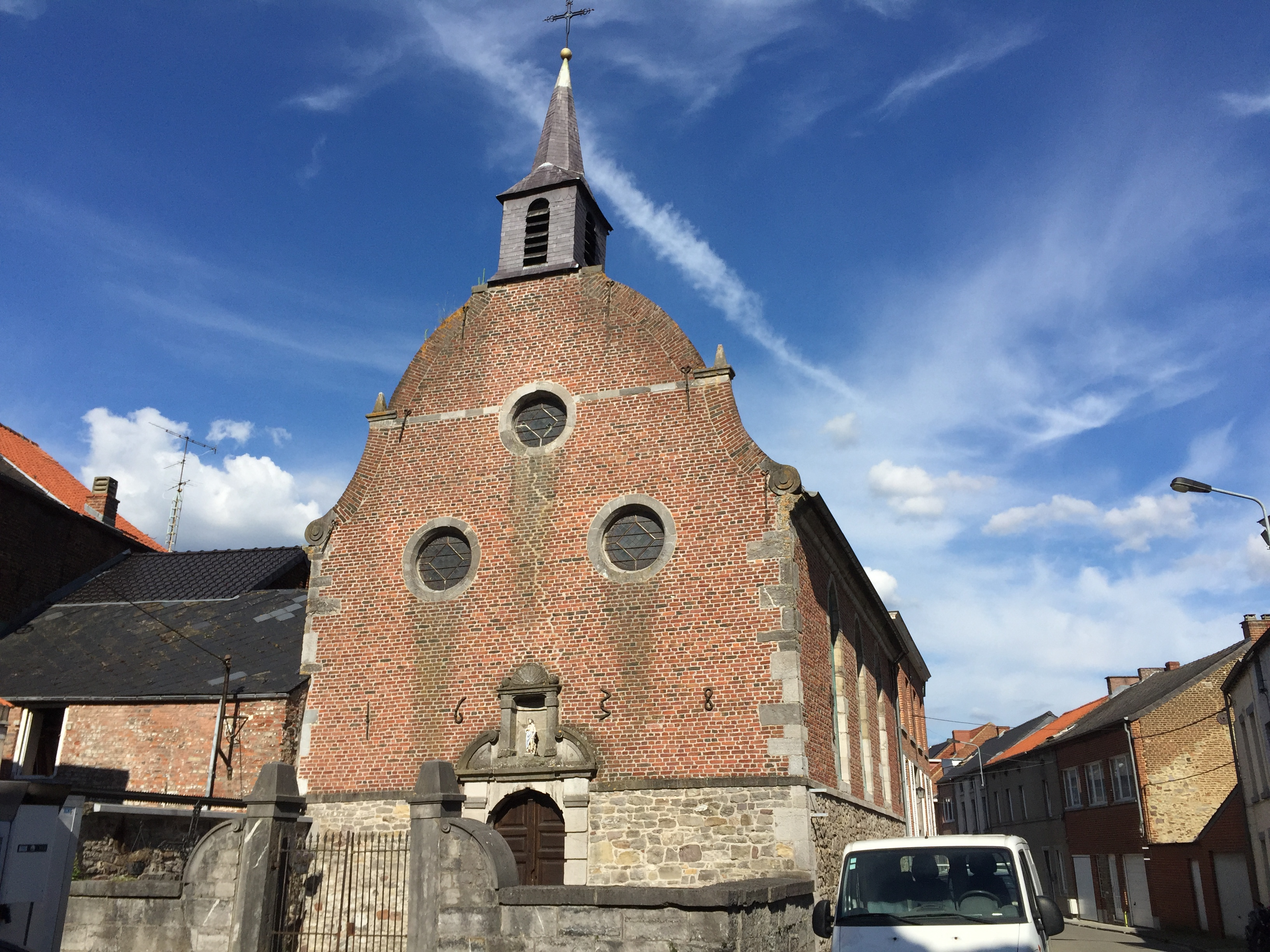
La chapelle Saint-Roch (1636)[7].
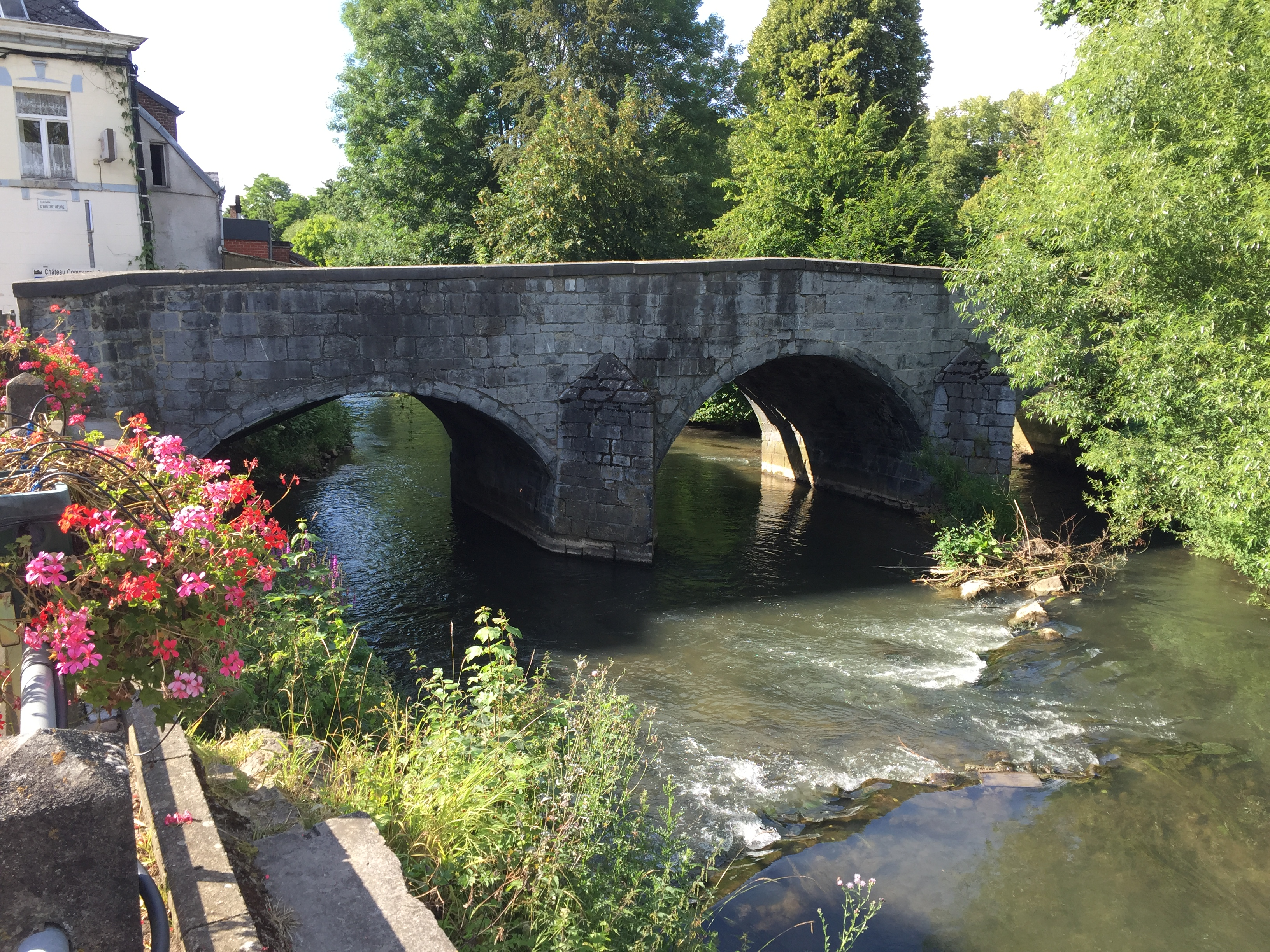
Le pont de l'Eau d'Heure (1er moitié du XVIIIe siècle)[14].
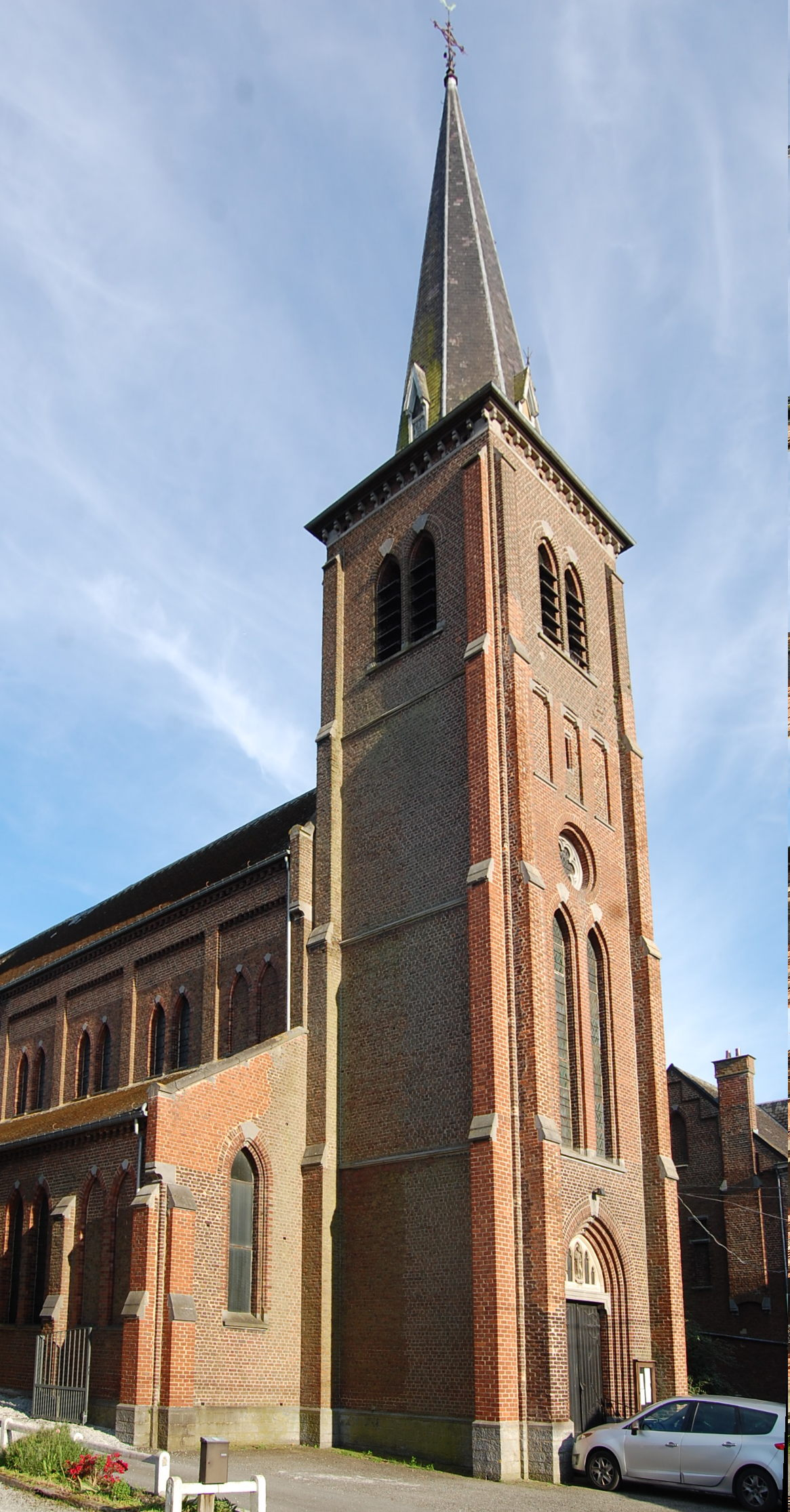
L'église de Beignée (1903)[10].

## Lieux publics

### Parc
Parc communal.

### Cimetière
Cimetière d'Ham-sur-Heure, cimetière de Beignée.

## Économie

### Santé

#### Maison de repos
- Résidence Le Castel, chemin d'Hameau.

### Police
- Zone de Police Germinalt.

### Transports
- Le village de Ham-sur-Heure est desservi par les trains circulant sur la ligne 132 allant de Charleroi à Couvin.
- La gare est située au Chemin d'Hameau.